# Энайм (кантон)
Энайм (фр. Canton de Hœnheim) — кантон на северо-востоке Франции в регионе Гранд-Эст (бывший Эльзас — Шампань — Арденны — Лотарингия), департамент Нижний Рейн, округ Селеста-Эрстен. Кантон создан в результате административной реформы в марте 2015 года. В его составе 9 коммун упразднённого кантона Мюндольсайм и 1 коммуна (Энайм) передана из состава упразднённого кантона Бишайм.
По закону от 17 мая 2013 и декрету от 18 февраля 2014 года количество кантонов в департаменте Нижний Рейн уменьшилось с 44 до 23. Новое территориальное деление департаментов на кантоны вступило в силу во время выборов 2015 года.
Начиная с выборов в марте 2015 года, советники избираются по смешанной системе (мажоритарной и пропорциональной). Избиратели каждого кантона выбирают Совет департамента (новое название генерального Совета): двух советников разного пола. Этот новый механизм голосования потребовал перераспределения коммун по кантонам, количество которых в департаменте уменьшилось вдвое с округлением итоговой величины вверх до нечётного числа в соответствии с условиями минимального порога, определённого статьёй 4 закона от 17 мая 2013 года. В результате пересмотра общее количество кантонов департамента Нижний Рейн в 2015 году уменьшилось с 44-х до 23-х.
Советники департаментов избираются сроком на 6 лет. Выборы территориальных и генеральных советников проводят по смешанной системе: 80 % мест распределяется по мажоритарной системе и 20 % — по пропорциональной системе на основе списка департаментов. В соответствии с действующей во Франции избирательной системой для победы на выборах кандидату в первом туре необходимо получить абсолютное большинство голосов (то есть больше половины голосов из числа не менее 25 % зарегистрированных избирателей). В случае, когда по результатам первого тура ни один кандидат не набирает абсолютного большинства голосов, проводится второй тур голосования. К участию во втором туре допускаются только те кандидаты, которые в первом туре получили поддержку не менее 12,5 % от зарегистрированных и проголосовавших «за» избирателей. При этом, для победы во втором туре выборов достаточно простого большинства (побеждает кандидат, набравший наибольшее число голосов).

## Состав кантона
Площадь кантона — 45,69 км², включает в себя 10 коммун, население — 49 631 человек (по данным INSEE, 2013), плотность населения — 1 086 чел/км². В результате административной реформы вновь созданному кантону передано 9 коммун из состава упразднённого кантона Мюндольсайм (Вольфисайм, Лампертайм, Миттелосберген, Мюндольсайм, Нидеросберген, Оберосберген, Рейшстет, Суффельвеэрсайм и Экбольсайм), а коммуна Энайм передана из состава упразднённого кантона Бишайм.
С марта 2015 года в составе кантона 10 коммун:
| Код INSEE | Коммуна         | Французское название | Почтовый индекс | Площадь, км² | Население (2013) | Плотность, чел/км² |
| --------- | --------------- | -------------------- | --------------- | ------------ | ---------------- | ------------------ |
| 67118     | Экбольсайм      | Eckbolsheim          | 67201           | 5,34         | 6725             | 1259,4             |
| 67204     | Энайм           | Hoenheim             | 67800           | 3,42         | 11028            | 3224,6             |
| 67256     | Лампертайм      | Lampertheim          | 67450           | 6,58         | 2905             | 441,5              |
| 67296     | Миттелосберген  | Mittelhausbergen     | 67206           | 1,72         | 1836             | 1067,4             |
| 67309     | Мюндольсайм     | Mundolsheim          | 67450           | 4,2          | 4817             | 1146,9             |
| 67326     | Нидеросберген   | Niederhausbergen     | 67207           | 3,06         | 1394             | 455,6              |
| 67343     | Оберосберген    | Oberhausbergen       | 67205           | 3,79         | 4855             | 1281               |
| 67389     | Рейшстет        | Reichstett           | 67116           | 7,61         | 4407             | 579,1              |
| 67471     | Суффельвеэрсайм | Souffelweyersheim    | 67460           | 4,51         | 7665             | 1699,6             |
| 67551     | Вольфисайм      | Wolfisheim           | 67202           | 5,57         | 3999             | 718,0              |

## Консулы кантона
| Консулы кантона: | Консулы кантона: | Консулы кантона: | Консулы кантона:  |
| Период           | Пара консулов    | Статус           | Должность         |
| ---------------- | ---------------- | ---------------- | ----------------- |
| 2015 — 2021      | Vincent Debes    | DVD              | Мэр коммуны Энайм |
| 2015 — 2021      | Cécile Van Hecke | DVD              |                   |